# Limbi nigero-congoleze
Limbile nigero-congoleze reprezintă una dintre cele mai mari familii de limbi din lume, și cea mai răspândită în Africa din punct de vedere geografic, după numărul de vorbitori nativi, și după numărul limbilor distincte. O caracteristică comună a acestor limbi este folosirea sistemului substantiv-clasă.
Cele mai vorbite limbi nigero-congoleze, după numărul de vorbitori nativi, sunt: yoruba, igbo, fula, shona și zulu. Cea mai răspândită datorită numărului total de vorbitori este limba swahili.